# Корпус за бързо реагиране 2: Ядрена заплаха
„Корпус за бързо реагиране 2: Ядрена заплаха“ е български игрален филм (комедия, екшън) от 2014 година на режисьора Станислав Дончев, по сценарий на Васко Мавриков и Станислав Дончев. Оператор е Добромир Николов.

## Сюжет
Охранявайки новите си клиентки Мелъни и Дженифър, „корпуса“ случайно се натъква на международна сделка за продажба на ядрено оръжие. Шефът Васко решава да залови терористите и да си направят голяма ПР кампания.
Конструкторът на оръжието е българин – Химика, който е взел капаро от американски милионер и го чака за размяната. Неволно нано-атомната бомба, която е с размерите на мънисто, се залепя за ноктопластиката на Дженифър и изчезва заедно с нея.
Корпусът залавя Химика и разбира, че трябва да отрежат нокътя на Дженифър, иначе България ще се превърне в прах и пепел.
С помощта на тайния агент от ромски произход Кутрум, те ще спасят света… Дали? .

## Актьорски състав
| Роля                                      | Изпълнител                 |
| ----------------------------------------- | -------------------------- |
| Васко                                     | Васил Мавриков             |
| Гецата                                    | Евгени Будинов             |
| Борето, компютърен спец на корпуса        | Ивелин Найденов            |
| Кутрум, тайния агент от цигански произход | Башар Рахал                |
| Георгиева                                 | Диана Любенова             |
| Джон Карадайн                             | Филип Деланси              |
| химика                                    | Китодар Тодоров            |
| Дженифър                                  | Ралица Паскалева           |
| Мелъни                                    | Златка Димитрова           |
| Тим Джоунс                                | Тери Рандъл                |
| агент Еванс                               | Христо Мицков              |
| асистента на Карадайн                     | Юлиан Костов               |
| Лили                                      | Лилия Маравиля             |
| полковник Мишев                           | Стойко Пеев                |
| подчинен                                  | Станислав Пищалов          |
| Цецко                                     | Цветомир Иванов            |
| Петя                                      | Теодора Дончева            |
| бащата на Петя                            | Иван Петрушинов            |
| майката на Петя                           | Василка Сугарева           |
| Рашка                                     | Карла Рахал                |
| преводачката                              | Димитрина Живкова          |
| рецепционист в хотела                     | Николай Илчев              |
| продавач на вестници                      | Пламен Пеев                |
| шофьор на такси                           | Благое Николич             |
| касиер в мола                             | Антони Аргиров             |
| мъжа с телевизора                         | Александър Димов           |
| жената с телевизора                       | Илиана Тимева              |
| жената в асансьора                        | Латинка Петрова            |
| маникюристката                            | Десислава Димитрова        |
| Абдул Ахмед                               | Абдул Салам                |
| охрана на Абдул Ахмед                     | Алекс Омари                |
| охрана на Абдул Ахмед                     | Атанас Атанасов-Бобъра     |
| охрана на Абдул Ахмед                     | Халед Хомси                |
| килър на Абдул Ахмед                      | Николай Веселинов          |
| братовчедката на Гецата                   | Теодора Кулева             |
| дядото на Гецата                          | Христо Асенов              |
| рецепционистка в Истанбул                 | Тезджан Ахмедова           |
| туристка в Истанбул                       | Елени Декидис              |
| дете в мола                               | Биляна Маврикова           |
| дете в мола                               | Веселин Симеонов           |
| дете в мола                               | Любослав Петров            |
| пресичаща дама                            | Елина Гоцева               |
| пресичаща дама                            | Елизабет Симеонова         |
| висяща барета / юнгата в подводницата     | Иван Нешев                 |
| висяща барета                             | Димитър Карагеоргиев       |
| близначка                                 | Емануела Толева            |
| близначка                                 | Доротея Толева             |
| възрастния пътник                         | Стефан Младенов            |
| репортерката                              | Гергана Венкова            |
| войника на КПП                            | Иво Врангов                |
| баретата в киното                         | Иван Пасков                |
| мъж в хотела                              | Альоша Янев                |
| мъж в гардероба                           | Мирослав Стоилов           |
| служител на „Паркинг и гаражи“            | Иван Ангелов               |
| служител на „Паркинг и гаражи“            | Виктор Вутов               |
| представител на лотарията                 | Светослав Димитров         |
|                                           | Със специалното участие на |
|                                           | Симеон Колев               |
|                                           | Богдана Трифонова          |
|                                           | Красимир Гюлмезов          |
|                                           | Лексъс                     |
|                                           | Владимир Ампов             |
|                                           | Били Хлапето               |
|                                           | Спенс                      |
| мъжът с мотора                            | Асен Блатечки              |
|                                           | Луиза Григорова            |